# جيرمين فاغان
جيرمين فاغان (بالإنجليزية: Jermaine Fagan)‏ هو موسيقي جامايكي، ولد في 24 سبتمبر 1978.